# Hishimonus dividens
Hishimonus dividens är en insektsart som beskrevs av Knight 1970. Hishimonus dividens ingår i släktet Hishimonus och familjen dvärgstritar. Inga underarter finns listade i Catalogue of Life.